# Trentepohlia chiriquiana
Trentepohlia chiriquiana är en tvåvingeart som beskrevs av Alexander 1934. Trentepohlia chiriquiana ingår i släktet Trentepohlia och familjen småharkrankar.
Artens utbredningsområde är Panama. Inga underarter finns listade i Catalogue of Life.